# William Goh
William Goh Seng Chye (chiń. 吴成才; pinyin Wú Chéngcái; ur. 25 czerwca 1957 w Singapurze) – singapurski duchowny katolicki, arcybiskup Singapuru od 2013, kardynał od 2022.

## Życiorys
Święcenia kapłańskie otrzymał 1 maja 1985 i został inkardynowany do archidiecezji singapurskiej. Po kilkuletnim stażu wikariuszowskim został wysłany do Rzymu na studia licencjackie z teologii. W 1992 powrócił do kraju i rozpoczął pracę jako wykładowca i wychowawca w singapurskim seminarium. W 2005 objął funkcję rektora tej uczelni.
29 grudnia 2012 papież Benedykt XVI mianował go arcybiskupem koadiutorem archidiecezji singapurskiej. Sakry biskupiej udzielił mu 22 lutego 2013 nuncjusz apostolski w Singapurze – arcybiskup Leopoldo Girelli.
20 maja 2013 po przejściu na emeryturę poprzednika – arcybiskupa Nicholasa Chia objął pełnię rządów w archidiecezji. 29 maja 2022 podczas modlitwy Regina Coeli papież Franciszek ogłosił jego nominację kardynalską. 27 sierpnia Goh został kreowany kardynałem prezbiterem i otrzymał kościół tytularny Santa Maria Regina Pacis in Ostia mare. Brał udział w konklawe 2025, które wybrało papieża Leona XIV.